# Ducat d'Alburquerque
El Ducat d'Alburquerque és un títol nobiliari espanyol de caràcter hereditari concedit per Reial Cèdula d'Enrique IV De Castella de 26 de setembre de 1464 al seu valido, el senyor Beltrán de la Cueva, sent una de les mercès que aquest va obtenir per la seva renúncia al càrrec de Gran Mestre de l'Orde de Sant Jaume.
El seu nom fa referència a la vila d'Alburquerque (Badajoz), i pertany al grup dels denominats "Grans d'Espanya de 1520", primers títols espanyols en obtenir la Grandesa d'Espanya per mercè de Carles V del Sacre Imperi Romanogermànic després de la seva coronació com a Emperador del Sacre Imperi Romanogermànic.
El seu actual propietari és Juan Miguel Osorio y Bertrán De Lis, que ocupa el dinovè lloc en la llista de successió en el títol.

## Història
Enric IV de Castella havia atorgat al seu valido Beltrán de la Cueva el mestrat de l'Orde de Sant Jaume, fet que va irritar la noblesa castellana, per la qual cosa el monarca li va demanar que renunciés a l'esmentada dignitat.
A canvi, va rebre les viles d'Anguix, Cuéllar, Alburquerque (amb el títol de ducat), Roa, La Codosera, Aranda, Molina i Atienza, i havia d'allunyar-se per un temps de la cort. A totes aquestes dignitats s'hi va unir la concessió del comtat d'Huelma, per Reial Cèdula de 20 d'agost de 1474, ja que el senyor Beltrán havia cedit el comtat de Ledesma al seu fill primogènit.
Cap a 1530 l'emperador Carlos V va concedir el títol de Marquès de Cuéllar a Francisco II Fernández de la Cueva y Girón, IV duc d'Alburquerque i besnet de Beltrán.
A partir de l'any 1562 el Marquesat de Cuéllar serà el títol que portaran els hereus al ducat, vinculant així ambdós títols.
Per tant, tots els ducs d'Alburquerque van posseir units els títols de duc d'Alburquerque, marquès de Cuéllar i comtes de Ledesma i d'Huelma.
El segle xvii s'extingeix la branca primogènita més directa en morir el cinquè duc sense successió, heretant el ducat els descendents del segon duc, línia que continua fins i tot en 1757, quan mor sense successió Francisco Fernández de la Cueva y de la Cerda, XI duc. D'acord amb les clàusules de fundació de la primogenitura, el ducat va recaure en la Casa Comtal de Siruela, mantenint el cognom originari i afegint altres títols nobiliaris a la Casa. Aquesta línia no perdura ni un segle, perquè el 1811 mor a Londres el seu darrer portador, el XIV duc. S'inicia llavors un llarg plet per la divisió de les cases i primogenitures acumulades en la seva persona, que va durar fins al 1830, recaient aleshores el ducat d'Alburquerque i els seus estats corresponents en la gran família dels Osorio, marquesos d'Alcañices i de los Balbases, en la qual perdura en l'actualitat.

### Reial Cèdula de concessió

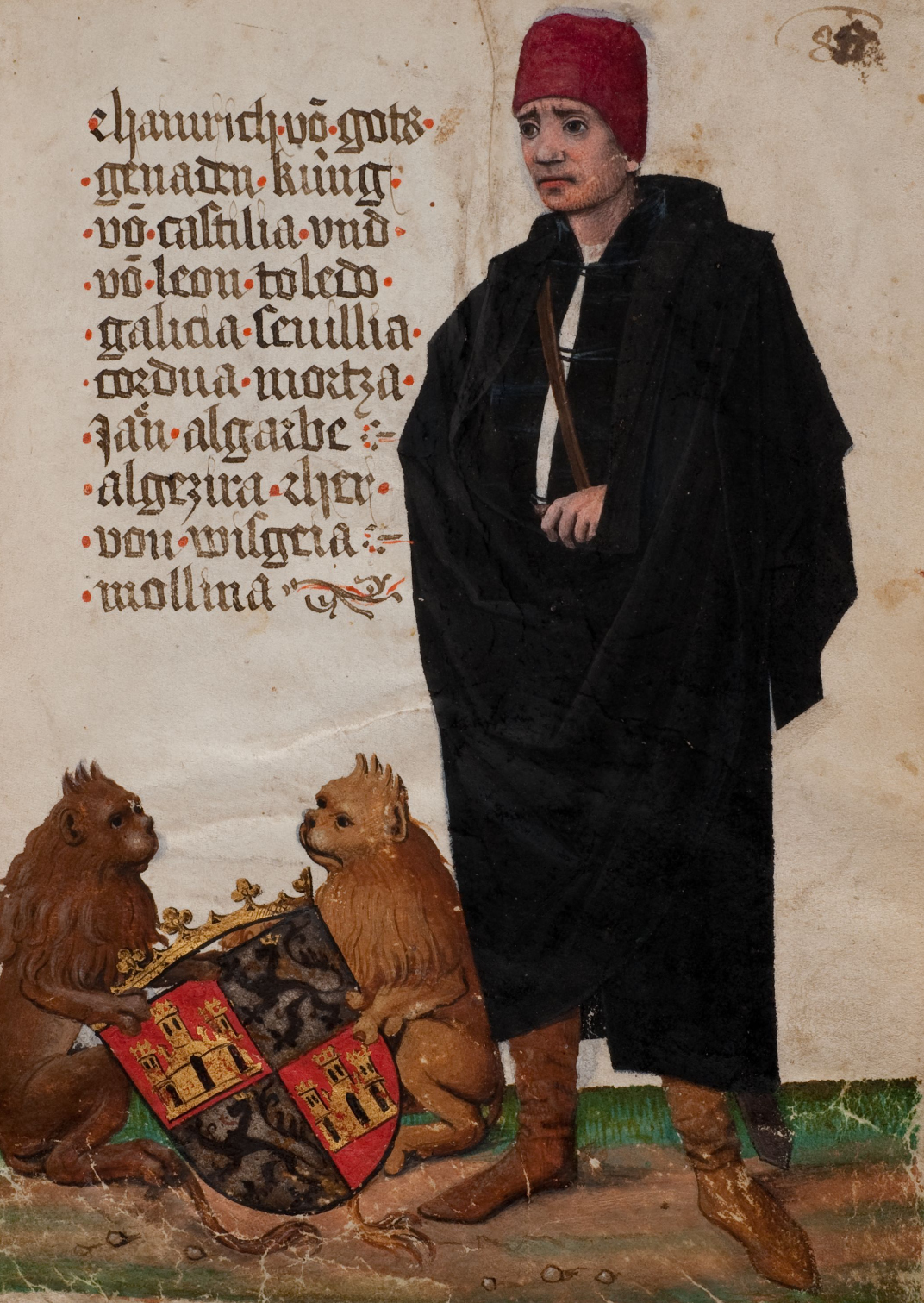
Enrique IV De Castella.

Per Reial Cèdula datada en 20 d'agost de 1464 el Rei concedeix a Beltrán de la Cueva el ducat, exposant:
| « | Senyor Enrique per la graçia de Déu, rei de Castella, de Leon, de Toledo, de Galiçia, de Seuilla, de Cordoua, de Murçia, de Jahen, de l'Algarbe, d'Algeçira, de Gibraltar, senyor de Viçcaya é de Molina... Per ende, conosçiendo el susdit é asi mesmo conosçiendo la molt grand fidelitat é lleialtat que jo sempre he fallat é vaig fallar en vos Senyor Beltran de la Cueva, mestra de l'ordre de la caballeria de Santiago, comte de Ledesma é del meu Consell, é l'amor é çinçero desig que sempre avedes mostrat é mostrades á el meu serviçio é á guarda de la meva persona é estat é dignitat real é al bé de la cosa pública dels meus regnos é la noblesa i eroycas virtuts de que Déu doctó la vostra persona, é que ets bon merescedor del que aquesta la meva carta contingut... fago vos el meu duc de la vostra vila d'Alburquerque; el qual l'esmentat nom de Duque vol deçir parcer del Rei é cabdillo de la seva gent... | » |

| « | Antonio Rodríguez Villa, Esbós biogràfic de Beltrán de la Cueva, I duc d'Alburquerque, Madrid, 1881, pàg. 164. | » |